# Togo Réveil
Togo Réveil est un hebdomadaire togolais d’informations politiques, économiques et culturelles rédigé en langue française.

## Description
Togo Réveil est un journal créé en 2008 par Germain Pouli qui en est le directeur de la publication.